# Esquat

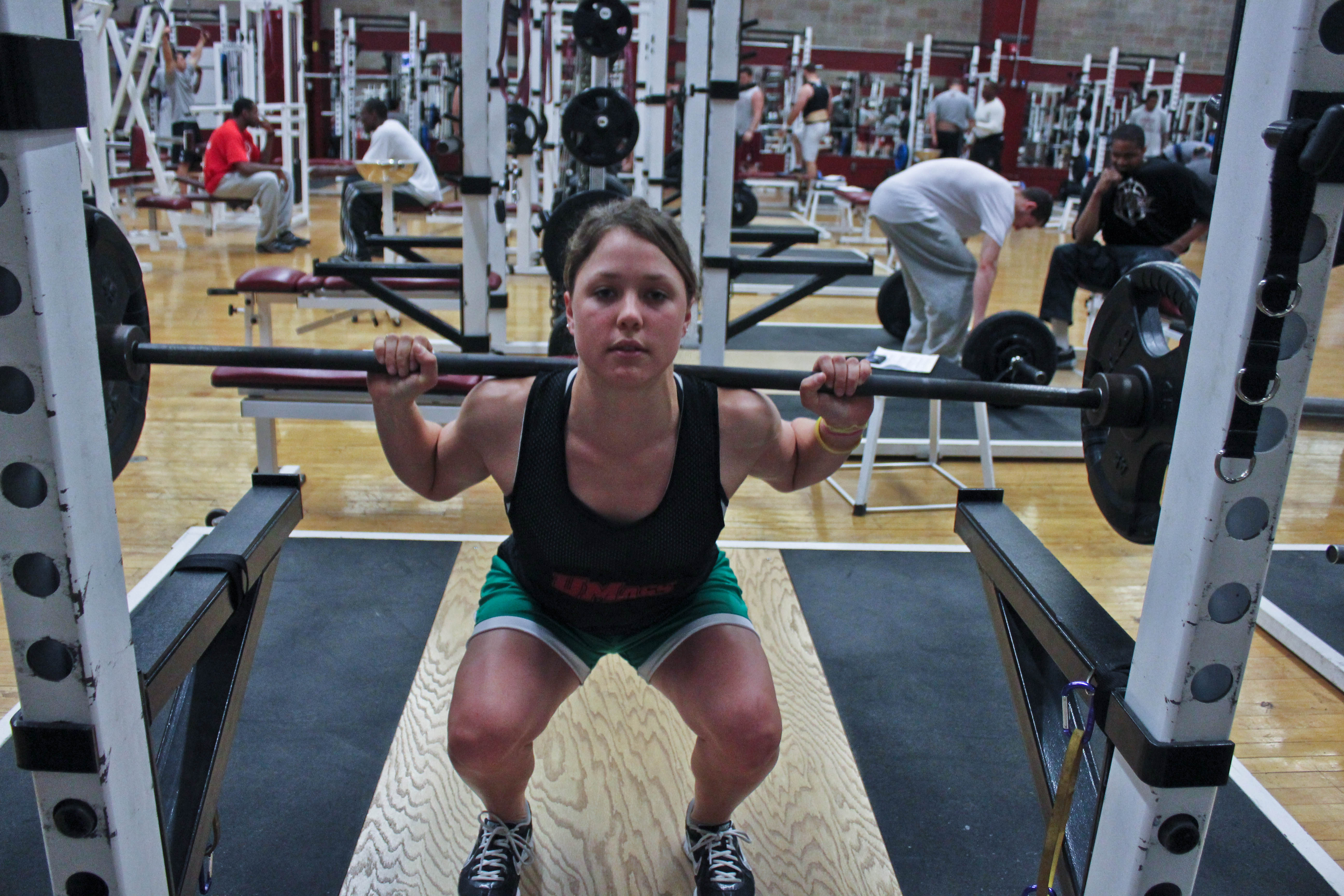
Dona fent un esquat

L'esquat és, en l'entrenament de la força i el fitnes, un exercici compost de cos complet que treballa principalment els músculs de les cuixes, el maluc i els glutis, el quàdriceps (vast lateral, vast medial, vast intermedi i recte femoral) i els isquiotibials, a més de reforçar els ossos, lligaments i insercions dels tendons de tot el tren inferior.
Es consideren un exercici fonamental en què s'arronsen les cames fins gairebé als talons a fi d'augmentar la força i la mida del tren inferior, així com la força del tronc. Sovint es fan esquats per millorar l'estabilitat de l'esquena, les cuixes i el maluc. Des d'un punt de vista isomètric, l'esquena, els abdominals, els músculs del tronc, els músculs costals, les espatlles i els braços tenen un paper fonamental en l'exercici i, per tant, també es treballen quan hom executa un esquat adequadament.